# 雅まさ彦
雅 まさ彦（みやび まさひこ、本名：森 雅彦〈もり まさひこ〉、1969年1月14日 - ）は、岐阜県岐阜市出身の俳優、タレント。
アイドルグループ「幕末塾」にてデビューし、雅（みやび）の芸名で活動する。現在は雅 まさ彦名義で俳優として活動中。また、「ヴォルテックス」（芸能プロダクション）の経営者である。

## 人物・来歴

### 略歴
- 1988年 - フジテレビ主催のナイスガイコンテストで準優勝・特別賞受賞。
- 1989年 - アイドルグループ『幕末塾』のメンバーとして芸能界デビュー。
  - デビュー曲『Come on Let's Dance』（作詞：神沢礼江、作曲：小室哲哉）
  - 2nd シングル『おちつきなよ -Calm Down in Summer-』(作詞：秋元康、作曲：鈴木雄大)
  - シングル4枚、アルバム2枚をリリース。
- 1997年 - アメリカ（フロリダ州）に留学し、ヘリコプター操縦免許を取得。

武蔵野美術大学卒業

### 趣味・嗜好
- 車：コルベット / Jaguar XKR /  Mercedes-Benz CLS
- バイク：Harley-Davidson / Kawasaki750turbo
- マウンテンバイク / ロードバイク。
- 弓道：弐段。
- カメラ。
- ジュニアスポーツ指導員資格を持ち、子役タレント育成を行っている。
- サッカーC級審判

## 出演作品

### ドラマ
- DAISUKI!（日本テレビ）
- 25時の恋人たち（日本テレビ）
- 奇兵隊（日本テレビ）
- びんた（TBS）
- 夏色のアルバム（TBS）
- 愛という名のもとに（フジテレビ）
- 若者のすべて（フジテレビ）
- 東京ストーリーズ（フジテレビ）
- 悪女（フジテレビ）
- ザ・刑事（テレビ朝日）
- 君の瞳に恋してる
- 奇跡の生還者たち（テレビ朝日）
- 映画みたいな恋したい（テレビ東京） - 主演
- ドラマダス（関西テレビ） - 主演
- Yahoo MYZO
- 邦子のタッチミー!
- 勝手にしやがれ　-強奪計画-

### 映画
- 必殺!5 黄金の血（1991年）
- はいすくーる仁義シリーズ（1991年 - 1994年）
  - はいすくーる仁義（1991年）
  - はいすくーる仁義2 たいへんよくできました。（1992年）
  - はいすくーる仁義外伝 地を這う者（1994年）
  - はいすくーる仁義√3 さらば情二（1994年）
- TOUCH ME TENDERLY 優しくこたえて
- 闇金の帝王  銀と金
- むこうぶち

### 舞台
- フィルダース・チョイス（銀座博品館劇場）
- 七人の野武士
- 野に咲く花なら - 主演
- 幕末塾 第1回〜第17回公演

### CF
- 明治製菓「アメリカンポテト」
- NTT「コードレス電話」
- 「ココストア」
- キリンビバレッジ「午後の紅茶」
- ダイハツ・ムーヴ
- PENTAX  ;  K-x
- ALSOK 綜合警備保障　2010年（ALSOK体操）
- TOTO企業CM（トイレバイク）
- HONDA 「TAKE MID EASY」（2013年）

### TV
- あいつ今何してる?（テレビ朝日、2022年1月26日）